# North Popo Agie River
Der North Popo Agie River (auch: North Fork Popo Agie River) ist der etwa 60 km lange, linke Quellfluss des Popo Agie River im US-Bundesstaat Wyoming.

## Verlauf
Der North Popo Agie River entspringt im Lonesome Lake unterhalb des Pingora Peak im Bergkessel Cirque of the Towers unweit der kontinentalen Wasserscheide auf 3097 m Höhe in der südlichen Wind River Range, etwa 40 km östlich von Boulder und 40 km westlich von Lander. Von dort fließt er zunächst in östliche Richtung durch die Popo Agie Wilderness des Shoshone National Forest und erhält im Verlauf durch die Lizard Head Meadows einige kleinere Nebenflüsse. Er wendet sich nach Nordosten, verlässt den Nationalforst und durchfließt den North Fork Canyon. Ab Verlassen des Canyons bis zur Mündung bildet der North Popo Agie River die südliche Grenze zur Wind River Indian Reservation und verläuft durch das Wind River Basin. Der Fluss unterquert den U.S. Highway 287 und mäandriert durch die Sand Hills, bevor er nach rund 60 km nordöstlich von Lander auf einer Höhe von 1598 m mit dem Middle Popo Agie River zum Popo Agie River zusammenfließt. Der gesamte Flussverlauf befindet sich im Fremont County.

## Hydrologie
Der North Popo Agie River ist als Quellfluss des Popo Agie River Teil des Einzugsgebietes des Little Wind River, der über Wind River, Bighorn River, Yellowstone River, Missouri und Mississippi in den Golf von Mexiko entwässert. Das Einzugsgebiet des North Popo Agie River umfasst ein Areal von etwa 396 km² und grenzt an die Einzugsgebiete von Middle Popo Agie River im Süden, Big Sandy River und New Fork River im Westen sowie South Fork Little Wind River und Trout Creek im Norden. Der mittlere Abfluss am Pegel bei Lander beträgt 2,99 m³/s, die größten Abflüsse finden sich in den Monaten Mai, Juni und Juli.